# Congresso da Juventude Tibetana
O Congresso da Juventude Tibetana (CJT), ou Tibetan Youth Congress, é uma organização não governamental internacional que defende a independência do Tibete da China. Com cerca de 30.000 membros na diáspora tibetana, é a maior das organizações pró-independência de exilados tibetanos, com 87 filiais em 10 países listados no site da organização. O atual presidente do Congresso da Juventude Tibetana é Gonpo Dhundup.
A organização não afirma nenhuma afiliação religiosa ou partidária em particular.

## Origem
O CJT foi fundado em 7 de outubro de 1970, em Dharamsala, Índia, com o discurso inaugural do 14º Dalai Lama. A organização foi fundada por jovens tibetanos da primeira geração que se formaram em escolas e faculdades contemporâneas. Os membros fundadores foram Tenzin Geyche Tethong (o primeiro presidente do Congresso), Lodi G. Gyari, Sonam Topgyal e Tenzin N. Tethong.

## Organização
O CJT defende a independência do Tibete da China, incluindo as três províncias de U-Tsang, Do-toe e Do-med. O grupo organiza exposições culturais e festivais para promover a consciência global da cultura tibetana. Seus membros também desenvolvem atividades de assistência social, de acordo com a máxima "Serviço ao povo", com o objetivo de aliviar os problemas sociais, culturais e educacionais da comunidade exilada. As atividades do grupo incluem educação de adultos, educação em saúde e atividades de infraestrutura, desde a construção de instalações públicas, como banheiros, até o plantio de árvores.
Também serve como um grupo de pressão internacional, trabalhando para chamar a atenção internacional para o Tibete e critica o governo do Tibete no exílio. A organização publica um jornal trimestral, Rangzen, para seus membros e patrocinadores. Ele usa listas de email para divulgar notícias de vez em quando.

### Filiação
A filiação ao CJT está aberta a qualquer tibetano que se subscreva as metas e objetivos da organização e concorde em cumprir suas regras, incluindo trabalhar dentro da estrutura da Constituição democrática do Tibete. Apesar do nome, a membresia não se limita aos jovens, embora a maioria dos membros e a liderança sejam jovens.

## Atividades do CJT
O Congresso realizou protestos nas embaixadas chinesas e na Índia. O CJT observa vários eventos anuais, incluindo o aniversário de sua fundação, o Dia dos Direitos Humanos, os aniversários do que eles consideram eventos-chave na história política tibetana e uma série de feriados budistas e tradicionais do Tibete. Em 2008, os membros do grupo protestaram na passagem da tocha dos Jogos Olímpicos de 2008 pela Índia. Em janeiro de 2017, em Bodh Gaya, Índia, uma variedade de serviços sociais foram fornecidos a 250 voluntários do CJT na 34ª Iniciação de Kalachakra dada pelo 14º Dalai Lama e organizada pela Administração Central Tibetana.

## Impacto
O noticiário da BBC descreveu o Congresso como "radical, mas influente". A agência de notícias estatal chinesa Xinhua relatou a opinião compartilhada por vários tibetologistas chineses de que o grupo era uma organização terrorista. O CJT em 2008 negou as acusações chinesas de que recorreria a ataques suicidas para alcançar a independência tibetana.